# Río Sammamish
El río Sammamish (también conocido como Sammamish Slough) atraviesa el norte del condado de King, Washington, por unas 14 millas (22,5 km), drenando el lago Sammamish hacia el lago Washington. A lo largo de su curso, el río Sammamish atraviesa Redmond, Woodinville, Bothell y Kenmore.
El río lleva el nombre de los nativos que una vez vivieron allí a lo largo de todo su recorrido.

## Curso
El río Sammamish comienza como una salida en la orilla norte del lago Sammamish, que a su vez es alimentado por varios arroyos que forman las cabeceras de la cuenca del río Sammamish. El más importante de ellos es el arroyo Issaquah.
El río fluye hacia el norte desde el lago a través de la ciudad de Redmond. El afluente Bear Creek se une al Sammamish desde el este, el cual también contiene las aguas del Evans Creek y del Cottage Lake Creek.
Después de pasar por Redmond y por partes del condado de King no incorporados, el Sammamish entra en Woodinville, donde gira hacia el noroeste y luego hacia el oeste. Little Bear Creek se une al Sammamish en este punto de inflexión occidental desde el norte. El río continúa torciendo en una dirección, generalmente hacia el oeste, donde se une desde el norte con el North Creek en Bothell, cerca de la Universidad de Washington, y de Swamp Creek en Kenmore.
El río Sammamish desemboca en el lago Washington en el lado oeste de Kenmore.
La cuenca del río Sammamish cubre un área desde Everett en el norte hasta May Valley en el sur. Es parte del drenaje del mayor río Lake Washington-Cedar. El área total de drenaje de la cuenca cubre aproximadamente 626 km 2 (242 mi 2 ), incluido la superficie del lago Sammamish. Big Bear Creek es el mayor de los cuatro principales afluentes que alimentan el río, seguido de Little Bear Creek, North Creek y Swamp Creek. También hay una cantidad considerable de drenaje más difuso, que se origina principalmente en las colinas y el valle al oeste del río.

## Modificaciones del río
El río Sammamish de principios del siglo XX se modificó ampliamente como resultado de varios esfuerzos humanos para usar el canal para la navegación, utilizar la llanura aluvial para la agricultura y reducir las inundaciones en el valle del río Sammamish y el lago Sammamish. Antes de las principales modificaciones hidrológicas que comenzaron a principios del siglo XX, el río era más ancho y profundo y generalmente fluía más lentamente debido a una diferencia de elevación relativamente pequeña entre el lago Sammamish y el lago Washington. Antes de estas modificaciones, el río se conocía como Squak Slough (después de una pronunciación modificada de la aldea nativa de Issaquah) y era navegable en toda su longitud por vapores de poco calado y se usaba para flotar troncos y barcazas de carbón desde el lago Sammamish hasta el lago Washington. La desembocadura del río estaba al este de su posición actual.
Si bien los primeros esfuerzos de mejoramiento de la navegación y el drenaje en las primeras décadas del siglo XX probablemente afectaron la forma y la función del río, las modificaciones más significativas ocurrieron como resultado de dos proyectos de control de inundaciones y navegación financiados en gran parte por el gobierno federal. El primer cambio importante ocurrió como resultado de la reducción en el nivel medio y el rango de elevación estacional del lago Washington en 1916 como parte del desarrollo del sistema de esclusas y canales de navegación del lago Washington, que se inauguró oficialmente el 16 de junio de 1917. Esto aumentó efectivamente la diferencia de elevación entre el lago Sammamish y el lago Washington y aumentó el caudal del río. También movió la desembocadura del río hacia el oeste.

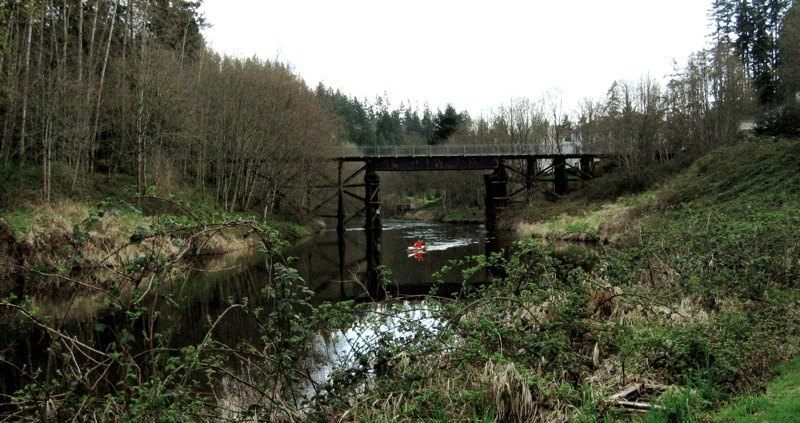
Río Sammamish, visto en primavera en Bothell, Washington, cerca de la intersección del río Sammamish y los senderos Burke-Gilman

El segundo cambio importante fue el resultado de un proyecto de dragado y enderezado del canal del condado de King/ACOE completado en noviembre de 1964 que incluía la construcción de una presa en la fuente del lago Sammamish. Este proyecto prácticamente eliminó las inundaciones en el valle del río Sammamish y redujo las elevaciones máximas de inundación y las elevaciones estacionales de la superficie del agua en el lago Sammamish. El vertedero se modificó en 1998 para mejorar el paso del salmón anádromo durante el flujo bajo.

## Historia natural
En el río Sammamish hay numerosas corrientes en las que nadan distintas variedades de salmón y trucha, como el chinook, el coho, el sockeye, el kokanee, el steelhead y la trucha de garganta cortada costera. El gobierno del condado de King está trabajando actualmente para restaurar el hábitat de los peces a lo largo del río.
Varias especies de aves y mamíferos abundan a lo largo del río, incluidas las aves acuáticas como los gansos de Canadá, los patos y la gran garza azul. Las águilas calvas y los castores también son vistas comunes cerca del río.

## Recreación
El sendero del río Sammamish es un sendero pavimentado para caminar y andar en bicicleta que recorre el río desde el Marymoor Park en Redmond, hasta Bothell, donde se conecta con el sendero Burke-Gilman hasta Seattle. Slough es también la principal característica geográfica del antiguo campo de golf Wayne en Bothell. En el río también se encuentra la Sammamish Rowing Association, una instalación de remo comunitaria sin fines de lucro con sede en la propiedad de King County Parks en la costa oeste que apoya el remo recreativo y competitivo para remeros adultos y de secundaria. Las instalaciones de Sammamish Rowing y el cobertizo para botes están al oeste del río, con el muelle justo a lo largo de la orilla oeste del río frente al parque para perros Marymoor.